# Ҽ
La Che abjasia (Ҽ ҽ; cursiva: Ҽ ҽ) es una letra del alfabeto cirílico.
Se utiliza en el alfabeto del idioma abjasio, donde representa la africada retrofleja sorda /ʈʂ/. En el alfabeto, se coloca entre ⟨Џ⟩ y ⟨Ҿ⟩.
La letra sólo casualmente se asemeja a una letra “e”. Históricamente, es la forma cursiva de la letra correspondiente en el alfabeto abjasio latino, donde se parecía un poco a un griego φ.

## Códigos informáticos
| Carácter      | Ҽ                                    | Ҽ                                    | ҽ                                    | ҽ                                    |
| ------------- | ------------------------------------ | ------------------------------------ | ------------------------------------ | ------------------------------------ |
| Unicode       | LETRA MAYÚSCULA CIRÍLICA CHE ABJASIA | LETRA MAYÚSCULA CIRÍLICA CHE ABJASIA | LETRA MINÚSCULA CIRÍLICA CHE ABJASIA | LETRA MINÚSCULA CIRÍLICA CHE ABJASIA |
| Codificación  | decimal                              | hex                                  | decimal                              | hex                                  |
| Unicode       | 1212                                 | U+04BC                               | 1213                                 | U+04BD                               |
| UTF-8         | 210 188                              | D2 BC                                | 210 189                              | D2 BD                                |
| Ref. numérica | &#1212;                              | &#x4BC;                              | &#1213;                              | &#x4BD;                              |